# Радичевич, Бранко
Бранко Ради́чевич (18 апреля 1824 — 18 июня 1853) — сербский поэт-лирик.

## Биография
В 1830 году его семья переселилась в Земун. Посещал гимназию в Сремских-Карловци, окончил среднее образование в Темишваре. Изучал право и медицину в Вене. Представитель сербского национального Возрождения, был сторонником идей Вука Караджича. Писал народным языком и реформированным правописанием в то время, когда Караджич и его единомышленники с трудом продвигали реформу. Стихи Радичевича, которые не соответствовали традициям, столкнулись с неприятием консерваторов и даже были запрещены в Сербии. Только после смерти автора его поэзия получила признание. Автор сборник лирических стихотворений (1847), поэм «Гойко» (1848), «Могила гайдука» (1949), сатирической поэмы «Путь».

## Память
- Скульптурный памятник в парке Калемегдан[a]
- Скульптурный памятник в Стражилово
- В честь этого композитора назван хор Кафедрального собора Нишской епархии (Церковно-певческий ансамбль «Бранко»).

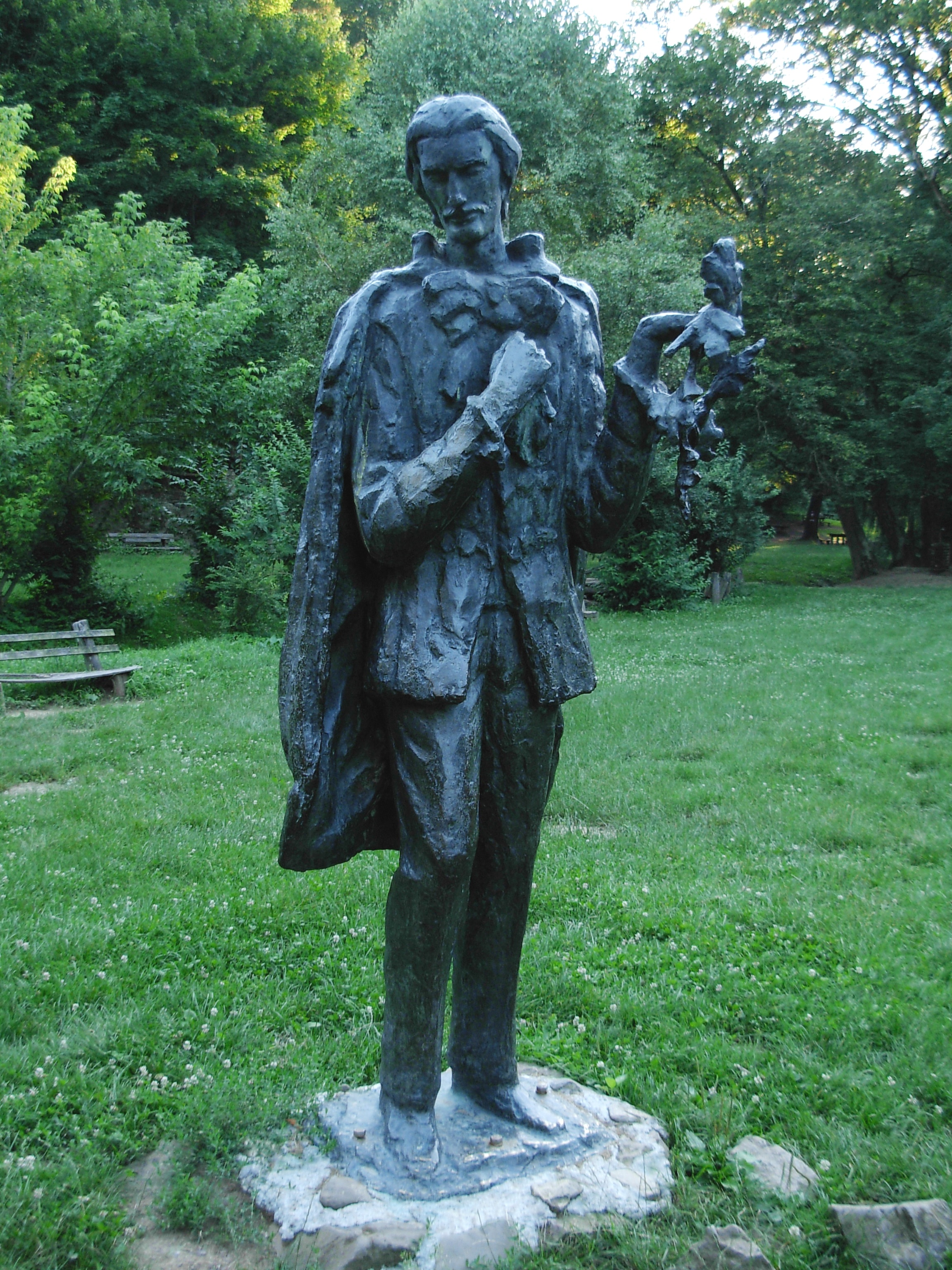
Памятник Бранко Радичевичу

### Комментарии
1. ↑  Данному памятнику посвящён фельетон Бранислава Нушича «В Калемегдане».